# Zhenli Ye Gon
Zhenli Ye Gon (chino tradicional: 葉真理) (n. 31 de enero de 1963, en Shanghái, China) es un empresario mexicano de origen chino,  acusado de comercializar con acetato de pseudoefedrina.

## Decomisos

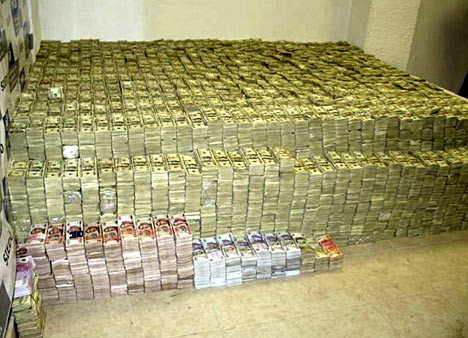
Parte del decomiso en casa de Zhenli Ye Gon.

En el 2006, la Procuraduría General de la República (PGR), decomisó cerca de 19.5 toneladas de acetato de pseudoefedrina en el puerto de Lázaro Cárdenas, Michoacán, hallazgo que, según la versión de la PGR, se vinculaba a una residencia propiedad de este empresario en la Ciudad de México. El 15 de marzo de 2007 la PGR encontró en esa finca una fortuna en efectivo:
- 205 millones 564 mil 763 dólares estadounidenses
- 17 millones 306 mil 520 pesos mexicanos
- 201 460 euros
- 113 260 dólares de Hong Kong
- 11 centenarios
- 20 mil dólares en cheques de viajero.
- Un gran lote de joyas, sin cuantificar su valor.
- 52 billetes falsos de cien dólares estadounidenses.
- 52 billetes dañados de cien dólares, dos de 50 y uno de un dólar.

Además, a este empresario se le confiscaron:
- 2 fincas con valor aproximado de 20 millones de pesos
- 1 laboratorio en construcción sin cuantificar su valor
- 7 vehículos

y se detuvo a nueve personas.
La PGR lo boletinó a la Interpol, que comenzó a buscarlo en 189 países.
Se le acusa, sin aun demostrarse, de ser uno de los traficante ilegales de pseudoefedrina más importantes del mundo.

## Origen del dinero incautado
Zhenli Ye Gon acusó a Javier Lozano Alarcón, secretario del Trabajo, de haberlo extorsionado diciéndole "coopelas o cuello", refiriéndose a una frase amenazadora mexicana ("Cooperas o cuello"), para guardar los 205 millones de dólares que se encontraban en su domicilio, que según Ye Gon eran para la campaña del presidente de México, Felipe Calderon Hinojosa.
El secretario del Trabajo, Javier Lozano Alarcón, asumió que la acusación era en su contra y advirtió que demandaría al prófugo. Tras un viaje a los Estados Unidos, presuntamente para contactar a un equipo legal, desistió del proceso.[cita requerida]

## Cargos y detención en los Estados Unidos y extradición a México en el 2016
En marzo del 2007, mientras Ye Gon estaba en los Estados Unidos, el gobierno mexicano entró en su casa y confiscó dinero que se encontraba ahí. En una entrevista en los EE. UU., Ye Gon explicó que acordó mantener el dinero en su casa porque él y su familia habían sido amenazados por el Partido Acción Nacional. Varias personas, incluidos los miembros de la familia de Ye Gon, han sido detenidos en México.[cita requerida]
Ye Gon fue acusado en el Tribunal de Distrito de Estados Unidos para el Distrito de Columbia con una sola cuenta de conspiración para ayudar e instigar a la fabricación de 500 gramos o más de metanfetaminas, a sabiendas o con la intención de que sería importada a los Estados Unidos. Fue detenido por la Drug Enforcement Administration (DEA) el 23 de julio de 2007 mientras cenaba en un restaurante de Maryland, y está en espera de juicio en Washington D. C. A partir de la fecha de su detención, Ye Gon ha mantenido su inocencia. Está representado por los abogadod de defensa criminal Manuel J. Retureta, de Retureta y Wassem, PLLC, y A. Eduardo Balarezo, así como por Martin F. McMahon, de McMahon y Asociados.[cita requerida]
El gobierno mexicano solicitó la extradición de los Estados Unidos de Ye Gon, misma que fue avalada por el Juez John Facciola el 9 de febrero de 2011, Según la agencia EFE, en cumplimiento al tratado de extradición firmado entre Estados Unidos y México, el 18 de octubre de 2016, se dejó en manos de las autoridades mexicanas a Zhenli Ye Gon: "fue entregado en extradición por las autoridades" de EE. UU., indicó en un mensaje a medios el subprocurador Jurídico y de Asuntos Internacionales de la Procuraduría General de la República (PGR), Salvador Sandoval.
El Tribunal Supremo de EE. UU. avaló la extradición de Yen Gon, después de que el empresario chino pasara casi una década en una cárcel de Richmond (Virginia). Según detalló la PGR, Ye Gon tenía una orden de detención vigente por el Juez Cuarto de Distrito de Procesos Penales Federales, con residencia en el Estado de México: se le considera probable responsable de la comisión de los delitos de delincuencia organizada, contra la salud (narcotráfico), posesión de arma de fuego de uso exclusivo del Ejército, Armada y Fuerza Aérea y Operaciones con Recursos de Procedencia Ilícita, explicó la PGR el día de su extradición a la capital mexicana.

## En la cultura pop
En México, la frase "Coopelas o cuello" ("Cooperas o cuello", con acento chino), se ha vuelto una broma recurrente en la cultura popular mexicana . Ha generado chistes, cartones políticos e incluso canciones y videoclips.
En menor medida ha sido parte de la psique mexicana y del sentido del humor el que haya mencionado el nombre de Javier Alarcón, muy similar al nombre de un conductor de televisión de Televisa Deportes (y no el Secretario del Trabajo, a quien se supone Ye Gon se refería realmente).
El grupo de rock El Tri grabó la canción "Coopelas o Cueio", con su conocido estilo de canto de Álex Lora, sentido del humor, frases en doble sentido y con un final que al parecer incluye el audio original de la entrevista donde se pronunció esta frase.[cita requerida]